# Hartmut Eichler
Pour les articles homonymes, voir Eichler.
Hartmut Eichler, né le 25 février 1937 à Birkenwerder et mort le 23 avril 2007 à Hohen Neuendorf, est un chanteur allemand.

## Biographie
Hartmut Eichler suit d'abord une formation de peintre. En 1957, il remporte le concours de jeunes talents de la Berliner Rundfunk. L'année suivante, il fait son premier enregistrement et sa première publication. Il fait la connaissance de la chanteuse Karla Schreiter, avec qui il sera en duo et qui deviendra son épouse.
De 1963 à 1964, Eichler fait partie du Erich-Weinert-Ensemble et des ensembles artistiques de la Nationale Volksarmee. Le titre Was die Sommersonne kann est produit par Polydor.
Hartmut Eichler fait des apparitions régulières dans les émissions de télévision et de radio renommées de la RDA. Avec un aspect gai et aimable, il suscite vite la sympathie et devient populaire en Allemagne de l'est.
Lorsqu'il s'exile de RDA au début des années 1970, ses titres ne sont plus autorisés à être diffusés, son nom disparaît des répertoires. Eichler a sorti 150 titres.
Il fait sa dernière apparition sur scène en 2006. En décembre, il tombe malade et reste à l'hôpital à partir de janvier 2007. Son épouse le ramène chez eux où il meurt d'un cancer du poumon.

## Discographie (singles)
- Das war schon früher so (& Hemmann-Quintett) / Ich suche deine Liebe (& Amigos) (Amiga 150.730), 1958
- Einhundert Jahre lang / Weil ich immer allein bin (Amiga 450.037), 1958
- Statt weiß trag rot (Die Farbe der Liebe) (& Ping-Pongs, Flamingos) / Gut gelaunt (Amiga 450.040), 1958
- Es geschah in der Metro (& Pico-bellos) / Wenn (& Hemmann-Quintett) (Amiga 450.061), 1959
- Der alte Kapitän / Lipsi (Amiga 450.067), 1959
- Schade um jede Träne / Es ist ein Wunder mit uns zwei’n (Amiga 450.091), 1959
- Du gehörst schon einem andern / Ja, das Mädel, das ich meine (& Hemmann-Quintett) (Amiga 450.096), 1959
- Glaube an mich / Liebe mich (Amiga 450.133), 1960
- Weine nicht mehr / Du warst immer so lieb zu mir (Amiga 450.160), 1960
- Ich muß dich wiederseh’n / Immer nur träumen (& Vier Teddys) (Amiga 450.177), 1960
- Romancero / Von dir muß ich träumen (Amiga 450.190), 1961
- Nur die dumme Liebe (Nana Gualdi) / Ein klein wenig Herz (& Ping-Pongs) (Amiga 450.216), 1961
- Zwei, die sich lieben (Down by the riverside) / Es fing so romantisch an (Amiga 450.223), 1961
- Genau wie Rita / Die Tage der Einsamkeit (Amiga 450.293), 1962
- Alles dreht sich um amore (& Fred Frohberg, Julia Axen, Helga Brauer, Fanny Daal, Günter Hapke) / Über die Liebe (Manfred Krug & Christel Bodenstein) (Amiga 450.309), 1962
- Süßer kleiner Teufel / Warte auf mich Josefin (Amiga 450.317), 1962
- Täglich ein paar nette Worte / Serenata (Amiga 450.345), 1963
- Bald gibt’s ein Wiederseh’n / Ich hab’ dich nicht vergessen (& Perdidos) (Amiga 450.357), 1963
- Nur bei dir bin ich zu Haus / Vergiß das Küssen nicht (Amiga 450.402), 1963
- Der Platz neben mir / Hallo Hully Gully (Amiga 450.424), 1964
- Ein Souvenir geht mit dir auf die Reise / Gitarren im Mai (Bärbel Wachholz) (Amiga 450.429), 1964
- Augustins Twist / Carola (Amiga 450.442), 1964
- Die Frau mit dem einsamen Herzen / Horch, was kommt von draußen rein (Amiga 450.500), 1965
- Was die Sommersonne kann / Schließ die Tür nicht zu (Andreas Holm) (Polydor 53.051), 1968
- Schön ist ein Kuß um Mitternacht (Karin Heyn) / Lachend durch den Regen (Amiga 450.717), 1969
- Guten Morgen, lieber Sonnenschein (Ruth Brandin) / Geht schlafen (Amiga 450.720), 1969

## Filmographie
- 1962 : Revue um Mitternacht

## Source de la traduction
- (de) Cet article est partiellement ou en totalité issu de l’article de Wikipédia en allemand intitulé « Hartmut Eichler » (voir la liste des auteurs).